# پری‌ها
پری‌ها (نام علمی: Aglaiocercus) یک سرده از مرغ‌های مگس از تیرهٔ Trochilidae است.
این سرده دربرگیرندهٔ گونه‌های زیر است:
- پری دم‌دراز
- پری دم‌بنفش
- پری ونزوئلایی